# Puerco
De Puerco (River) is een rivier in de Verenigde Staten met een lengte van 269 km die stroomt door het noordwesten van New Mexico en het noordoosten van Arizona. De rivier ontspringt nabij Crownpoint (New Mexico), stroomt door onder andere Gallup, de Painted Desert en Petrified Forest National Park, en mondt uit in de Little Colorado nabij Holbrook (Arizona). Zijrivieren zijn Black Creek en Silver Creek. De Puerco River is een periodieke rivier, die het grootste deel van het jaar droog staat.
De rivier behoort tot het stroombekken van de Colorado en wordt ook soms Puerco River of the West, om een onderscheid te maken met de Puerco River of the East, een andere rivier in New Mexico die behoort tot het stroomgebied van de Rio Grande.
- Library of Congress Control Number: sh85108914
- National Archives and Records Administration: 10043470
- Nationale Bibliotheek van Israël: 987007548671705171